# Caivano
Caivano là một đô thị ở tỉnh Napoli ở vùng Campania, cách khoảng 14 km về phía đông bắc của Napoli. Tại thời điểm ngày 31 tháng 12 năm 2004, đô thị này có dân số 36.980 người và diện tích là 27,1 km².
Đô thị Caivano bao gồm frazioni Casolla and Pascarola. 
Caivano giáp các đô thị: Acerra, Afragola, Cardito, Crispano, Marcianise, Orta di Atella.